# ذا رانداون
ذا رانداون (بالإنجليزية: The Rundown)‏ وتعني بالعربية المتهدم هو فيلم أمريكي من نوع المغامرة والكوميدية من بطولة دواين جونسون كصائد الذي يجب أن يتوجه إلى البرازيل لاسترداد ابن شخص مهم. الفيلم من إخراج بيتر بيرغ. تلقى الفيلم مراجعات إيجابية لكنه فشل في شباك التذاكر. تم إنتاج الفيلم عام 2003

## القصة
يريد (بيك) أن يترك عمله كصائد للجوائز، لكي يبدأ حياة هادئة، ولكن يتوجب عليه أولًا أن ينفذ عملية أخيرة. المهمة هي أن يتعقب (ترافيس) الذي ذهب إلى غابات الأمازون بالبرازيل للبحث عن كنز قديم؛ تقول الأساطير إنه موجود داخل الغابات. في البرازيل يجد بيك نفسه متورطًا مع ترافيس في مواجهة الثري (هاتشر)؛ الذي يملك الأرض التي يريد ترافيس أن يبحث فيها عن الكنز. يخوض الرجلان رحلة طويلة من الصراعات، ويواجهان العديد من المخاطر في تلك الأراضي الغامضة

## طاقم العمل
- دواين جونسون (بيك)
- شون ويليام سكوت (ترافيس ألفريد ووكر)
- روزاريو دوسن (ماريانا)
- كريستوفر والكن (كورنيليوس برنارد هاتشر)
- إوين بريمنر (ديكلان)
- جون غريز (هارفي)
- إرني رييس الابن (مانيتو)
- وليام لوكينغ (بيلي ووكر)
- أنطونيو مونوز (كونتيكي المتمردين)
- أرنولد شوارزنيغر باعتباره راعي البار (ضيف شرف)

## وصلات خارجية
- ذا رانداون على موقع IMDb (الإنجليزية)
- ذا رانداون على موقع ميتاكريتيك (الإنجليزية)
- ذا رانداون على موقع روتن توميتوز (الإنجليزية)
- ذا رانداون على موقع نتفليكس (الإنجليزية)
- ذا رانداون على موقع قاعدة بيانات الأفلام العربية
- ذا رانداون على موقع ألو سيني (الفرنسية)
- ذا رانداون على موقع Turner Classic Movies (الإنجليزية)
- ذا رانداون على موقع أول موفي (الإنجليزية)
- ذا رانداون على موقع بوكس أوفيس موجو (الإنجليزية)
- ذا رانداون على موقع فيلمافينيتي (الإسبانية)